# 2448 Шолохов
2448 Шолохов (2448 Sholokhov) — астероїд головного поясу, відкритий 18 січня 1975 року.
Тіссеранів параметр щодо Юпітера — 3,251.